# Tachytrechus crypsusoideus
Tachytrechus crypsusoideus är en tvåvingeart som beskrevs av Wei 1998. Tachytrechus crypsusoideus ingår i släktet Tachytrechus och familjen styltflugor. Inga underarter finns listade i Catalogue of Life.